# Cupa Niro 2011
Cupa Niro ediția 2011 a fost o cursă de tip criteriu organizată de Federația Română de Ciclism și Triatlon la Complexul Dragonul Roșu din Fundeni, Ilfov. Aceasta s-a desfășurat în două etape, prima pe data de 27 martie, iar a doua pe data de 17 aprilie.

## Clasamente

### Etapa 1
|    | Ciclist                  | Echipa            | Timpul   |
| -- | ------------------------ | ----------------- | -------- |
| 1  | Eduard Grosu (ROM)       | C.S. Torpedo      | 00:37:19 |
| 2  | Mihai Varabiev (ROM)     | C.S. Dinamo       |          |
| 3  | Alexandru Ciocan (ROM)   | C.S. Dinamo       | 00:37:21 |
| 4  | Ștefan Morcov (ROM)      | C.S. Mazicon EBP  | 00:37:31 |
| 5  | Marian Frunzeanu (ROM)   | C.S. Dinamo       |          |
| 6  | Nicolae Țintea (ROM)     | C.S. Petrolul     |          |
| 7  | Mihai Vlad (ROM)         | C.S. Olimpic Team |          |
| 8  | Bogdan Presmereanu (ROM) | C.S. Torpedo      |          |
| 9  | Adrian Sdrăilă (ROM)     | C.S. Torpedo      |          |
| 10 | Ion Brânzea (ROM)        | C.S. Petrolul     |          |

### Etapa 2
Clasamentul etapei a doua s-a alcătuit pe puncte, acordate în urma sprinturilor de la finalul fiecărui al 5-lea tur din cele 25.
|     | Ciclist                   | Echipa                | Puncte |
| --- | ------------------------- | --------------------- | ------ |
| 1   | Ștefan Morcov (ROM)       | C.S. Mazicon          | 20     |
| 2   | Nicolae Țintea (ROM)      | C.S. Petrolul         | 10     |
| 3   | Traian Goga (ROM)         | C.S. Voința Bucuresti | 7      |
| 4   | Alexandru Galetschi (ROM) | C.S. Voința Bucuresti | 5      |
| 5   | Sestacovici (ROM)         | C.S. Mazicon          | 1      |
| 6   | Cristian Tudorache (ROM)  | C.S. Mazicon          | 1      |
| 7   | Florin Leonte (ROM)       | C.S. Olimpia          | 0      |
| DNF | Dumitru Necula (ROM)      | C.S. Olimpia          | 0      |